# Cossacks II: Napoleonic Wars
Cossacks II: Napoleonic Wars (tạm dịch: Cô-dắc 2 - Chiến tranh Napoléon) là phiên bản thứ tư của sê-ri game chiến lược thời gian thực Cossacks do hãng GSC Game World phát triển và cdv Software Entertainment phát hành vào mùa xuân năm 2005.

## Cách chơi
Game có hai chế độ chơi khác nhau bao gồm phần chơi đơn và chơi mạng. Trong phần chơi đơn có tới ba chế độ chơi khác nhau là chiến dịch (hướng dẫn) cực kỳ ngắn chỉ gồm 6 màn, Battle for Europe (theo lượt, giống như trò Risk) và giao tranh/trận đánh lịch sử. Phần chơi mạng gồm phương thức kết nối LAN và thi đấu trực tuyến. Trong phần Battle for Europe có tới 6 quốc gia là có thể chơi được bao gồm Pháp, Nga, Phổ, Áo, Ai Cập và Vương quốc Anh, người chơi sẽ chọn một trong sáu phe này với mục tiêu chính là chinh phục châu Âu. Bản mở rộng Cossacks 2: Battle for Europe phát hành năm 2006 còn bổ sung thêm các phe mới là Tây Ban Nha, Công quốc Warszawa và Liên bang sông Rhine. Ở phần chơi này toàn bộ đều được thể hiện dưới dạng bản đồ theo lượt, khi có giao tranh game sẽ chuyển về dạng chiến trận thời gian thực tương tự như dòng Total War.
Lối chơi của Cossacks 2 chủ yếu tập trung vào mảng quân sự là chính, kinh tế là phụ và là ý tưởng chủ đạo của trò chơi. Xuyên suốt toàn bộ game, người chơi chỉ phải lo dàn quân vào những trận đánh hơn là quản lý kinh tế chi tiết. Điểm cải tiến ở phần 2 này là game đã tinh giản tối đa sự phức tạp về mặt kinh tế, đơn giản hóa đến mức xây dựng rất mau chóng, tài nguyên thì luôn kề cận sát bên cộng thêm chi phí tạo nông dân rất rẻ. Người chơi chỉ cần một thời gian ngắn là chỉ số tài nguyên tăng rất nhanh (nhanh hơn các bản Cossacks trước), lúc này mối bận tâm dành cho kinh tế gần như đã bị dẹp bỏ hoàn toàn. Về mặt quân sự, số lượng quân mà game giới hạn tham gia vào những trận đánh đã lên tới khoảng 64.000 quân vẫn với lối chỉ huy bằng đội hình như các bản Cossacks tiền nhiệm.
Ở điểm này, Cossacks 2 thể hiện rất tốt, người chơi dễ dàng xoay trở đội hình dù ở trạng thái nào: hành quân, phòng thủ cho tới giáp lá cà. Ngoài ưu điểm điều khiển đội hình dễ dàng, Cossacks 2 còn có những cải tiến quân sự khá hay tuy chỉ đóng vai trò phụ. Nếu biết nắm bắt, người chơi sẽ dễ dàng giành được thế chủ động trong cuộc chiến. Ngoài ra, game còn thêm vào một số cải tiến nhỏ như bổ sung hệ thống đường bộ nhằm tiết kiệm được sức lực và tăng tốc độ hành quân, lính có phân biệt tầm bắn bằng màu sắc, có hệ thống tinh thần chiến đấu (morale) giữ cho các trận đánh trông thực tế hơn. Thêm vào đó, người chơi chỉ cần chiếm được một ngôi làng có tài nguyên đặc trưng gồm than đá, sắt, vàng và lương thực (thêm gỗ và đá là hai loại riêng biệt chỉ có nông dân mới có thể thu thập được), nó sẽ tự động được sản xuất, cung cấp lính tiếp viện từ làng sẽ tự thêm vào hàng ngũ quân đội đang thiếu của người chơi và đặc biệt là sự xuất hiện của nhóm dân quân tự vệ do máy điều khiển để bảo vệ ngôi làng.

### Bản mở rộng
Bản mở rộng Cossacks 2: Battle for Europe được phát hành vào tháng 6 năm 2006. Đây là một phiên bản độc lập không cần cài bản đầu. Nhà sản xuất đã bổ sung thêm cho phần Battle for Europe ít nhất 7 tỉnh mới nhằm mở rộng bản đồ, cho phép chơi được 3 quốc gia mới là Tây Ban Nha, Công quốc Warszawa và Liên bang sông Rhine. Thêm vào vài trận đánh lịch sử mới gồm Borodino, Leipzig và Waterloo, cũng như các chiến dịch mới dưới cái nhìn của từng phe trong cuộc chiến tranh Napoléon.

## Game liên quan
Ngoài ra hãng CDV còn phát triển tựa trò chơi Alexander dùng chung engine Cossacks. Heroes of Annihilated Empires do GSC World Publishing phát hành còn dùng loại engine đã nâng cấp.